# Mars (1564)
Mars, známá také jako Makalös („jedinečný“; „ohromující“), byla švédská válečná loď postavená v letech 1563-1564. Byla vlajkovou lodí loďstva Erika XIV., a při délce 48 metrů a výzbroji 107 děl jedna z největších lodí své doby, 16. století, ještě větší než jiná švédská loď, Vasa. V průběhu první bitvy u Ölandu roku 1564, během severské sedmileté války v Baltském moři, na ní vypukl požár, a loď explodovala.

## Objev vraku
19. srpna 2011 bylo oznámeno, že její vrak byl po několika letech pátrání pravděpodobně nalezen skupinou potápěčů, v hloubce 75 metrů asi 18,5 kilometru severně od Ölandu. Ačkoliv ještě nebyla archeologicky prozkoumána, podle prohlášení potápěče Richarda Lundgrena, bylo oznámeno, že „vše nasvědčuje tomu, že jsme našli skutečně Mars.“
Dne 1. listopadu 2011 bylo oznámeno, že identifikace vraku jako Mars byla potvrzena. Podle Richarda Lundgrena, jednoho z potápěčů podílejících se na objevu, byly identifikovány unikátní lodní kanóny, spolu s „jinými nálezy“ které potvrdily její totožnost.